# نمش‌هانی
نِمِش‌هانی (به مجاری:  Nemeshany) یک شهرداری در مجارستان است که در وسپرم واقع شده‌است. نمش‌هانی ۱۰٫۵ کیلومتر مربع مساحت و ۴۵۰ نفر جمعیت دارد.